# Церква святого Мартіна в стіні (Прага)
Церква Святого Мартіна в стіні (чеськ. Kostel sv. Martina ve zdi) — готична церква (спочатку романська) в Старому місті Праги (Старе Мєсто — один з найдавніших районів столиці Чехії, розташований у самісінькому її центрі на правому березі Влтави). Побудована в 1178—1187 на тогочасній околиці міста, яка відтоді стала називатися повітом Святого Мартіна. Заснована княгинею Адлетою як повітна, будівля церкви південною стіною прилягала до міських стін, звідси і назва «в стіні». Зараз храм використовує «Євангельська церква чеських братів».

## Історія будівництва

### Романська форма
Церква Святого Мартіна привернула увагу на початку 20 століття — під час реконструкції під керівництвом відомого чеського архітектора Каміля Гільберта на її території знайшли романське ядро. У 1905 році було опубліковано широке дослідження Дж. Тейге, здійснено спроби реконструювати оригінальний вигляд. Бірнбаум і Чарек припускали існування двох веж на східній стороні, Менцл був більш схильний до припущення про пару емпор на південному сході і північно-східному куті  будівлі з доступними сходами в товщині стінки та єдиної вежі в західній частини будівлі. Це припущення отримало широке визнання.  В безпосередній близькості до цих емпорій  були невеликі напівкруглі апсиди у відкритих просторах, функція яких невідома.
Лібал відкидав існування західної вежі, вказуючи на занадто слабкі стовпи трибуни. Драгун виявив сліди кладки на південно-східній стороні площі, що дало нові знання. Перший план східної частини церкви був сильно неправильний. Форма церкви раннього середньовіччя значно відрізнялася від практики того періоду.
Селище, в якому була побудована церква, до 1178 року називалося повітом, а після 1187 року — повітом Святого Мартіна, тому і вважають, що церква побудована у цих роках, коли поселення було князівською власністю. Селище було подарунком Собєслава II Вишеградській капітулі. У середині західного фасаду, в інтер'єрі західної трибуни  була
побудована вежа, до якої вели сходи товщиною кладки. У північно-східному і південно-східному рогу були дві інші емпори. Під ними простори невідомого призначення. Поруч була напівкругла апсида.
Оригінальний неф церкви був практично ідентичний сьогоднішньому плану поверху нефа, нинішньому вигляду з низкою романських архітектурних елементів. Інтер'єр романської церкви, ймовірно, прикрашали настінні розписи. Церква була з'єднана двома полями хрестових склепінь. Стіни церкви були побудовані з тесаного каменю.
При будівництві стін Старого Мєста в 1230-х роках повіт був розділений на дві частини, на території пізнішого Нового Мєста лишилась його більша частина, а
менша з церквою  — частиною Старого Мєста. Південна стіна примикала до стіни і цим закінчувала функції акрополі на південь від нього. Наразі невідомо як будували стіни замку в безпосередній близькості та спосіб їх прибудови. Також не збереглося слідів зв'язку з галерею замку. Тоді ж почали вживати слово «стіна» в назві. В околиці були розташовані міські
ворота Святого Мартіна.
Прихід був невеликий і приносив в п'ять разів менше, ніж Тинський храм.

### Готична реконструкція
Будівельні роботи в готичному стилі були проведені після 1350 року в період правління Карла IV.
Вівтар був заснований 1358 року. Було піднято рівень підлоги, корабель/неф  був продовжений на новий прямий пресвітерій, який був першим в передній стіні, забезпечений парою вікон. Опертий мережевим сховищем на консолях і покритий шатровим дахом. У південній стіні були вставлені нові гострі вікна (їх форма є результатом реставра́ційних робіт Гільберта).
Корабель був піднятий та заново припоєний, призматична стіна була побудована в південно-західному куті. Звід неправильної форми вежі з боку церкви був завершений
 в кінці  1358 року. В 1360-х роках пресвітерій був склепінчастим ребристим зводом, який вважається одним з найстаріших
в країні. Його ребра виростали з голкових консолей з маскароном, на стяжних гвинтах — троянди і зірки. Під вікнами навколо хору карниз. Знесення  стін біля церкви було необхідною умовою для розширення будівлі на схід.
Парафіяльний священик церкви Св. Мартіна Ян із Градця одним з перших в 1414 році почав служити в церкві як послідовник Яна Гуса. У 1433 році в церкві був проведений з'їзд Гуситського руху. Тому під час революції гуситів церква Св. Мартіна не була знищена.
Сьогоднішній вигляд в стилі пізньої готики церква отримала внаслідок коригувань, реконструкцій. Перебудова  відбувалася поступово і була завершена в 1488 році завдяки фінансуванню поміркованого гусита («чашника») Вікторина Голаса. Він створив цілу галерею зі свого будинку до трибуни церкви. Бокові проходи були побудовані в північній частині з трьома  та в південній двома хрестовими полями  з ребрами, і так церква отримала сьогоднішній вигляд. У стилі пізньої готики також є портал нефа в хору на північному бічному нефі. Наприкінці 15-го століття були прибудовані  до романського бічного нефу, ребро-склепінні простору  та в південній частині був доданий ораторій Голцова. Назва походить від прізвища власників Голцових. Він їм належав від 1434 до 1527 року.
В 1595 році, щоб відновити храм, виконали ремонт, завершений 1600 року. Були зроблені крови, паркан навкруг кладовища, а потім побудували ко́стницю, церква оштукатурена і пофарбована майстром Янем Когоутем. Художник Якуб Сланский доповнив розпис над кафедрою і Пітер Смолік написав на стіни тексти компакта́т. У 1611-му на південній стороні була заснована каплиця  святого Роша.
В 1622 році, після Битви на Білій Горі протестанти полишили Прагу і церкву, і до 1784 року вона була католицькою.
Під час Великої пожежі Старого Мєста 1678 року, в одній з частин храму Св. Мартіна згорів дах і була зруйнована одна вежа. Потім верхню частину  вежі перебудували, а нижню частину забезпечили жолобами. Церква була перекрита новим дахом, каплиця Св. Елігія під ораторієм отримала стельові балки, які збереглися до сьогодні.

### Модифікації бароко
У 1779 році був побудований портал в стилі бароко на північній стороні (з виглядом на вулицю). Тоді мíжкорабельні аркади були оштукатурені. Пізніше, в 1784 році церква була закрита імперським патентом  і продана  разом з прибудовами на аукціоні 29 серпня 1785 року. Поступово була перетворена на житловий будинок, розділений на два поверхи. Нижній поверх  містив крамниці, саме в цьому стані церква зареєстрована в плані Праги під назвою Лангвейл.

### Реконструкція в 20 столітті
1904 року церква була викуплена містом Прага і в 1905 році Каміль Гільберт почав її реконструкцію. При відновленні ліквідували каплицю на південній стороні вежі і модифікували покрівлю. У 1909 році на північній стіні пресвітерію розміщена пам'ятна дошка членам сім'ї Брокоффу (Brokoffů), похованих тут у 18 столітті, зроблена Джозефом Маржатком.
Після Першої світової війни в незалежній Чехословацькій республіці храм передали Євангелічній церкві чеських братів, яка провела  капітальний ремонт.

## Будівля сьогодні

### Неф
Неф покритий двосхилим дахом, над  вівтарем — вальмовим, над щитовим фасадом — напіввальмовим. Прямокутний неф повишується  двома квадратами з хрестовим склепіннями з міжарковим ребром. Центральна консоль на північній стіні замінюється напівциліндричною консоллю, під нею — пласка пілястра. Західне поле є  в діапазоні органів горища перегину зводів з поясом на  склепінні, де є герб з чеським левом. Північна стіна нефа на тріумфальній арці відкривається високою гостроверхою  аркою в сусідній каплиці Св. Елігія. На стіні нефа Гільбертом  були виявлені дві напівкруглі  передні частини ще з романських арок, у східній передній  частині — поздовжній отвір. На хор веде від північної сторони оригінальний двосхилий портал з перетином. Південну бокову стіну нефа проламують дві напівкруглі аркади на масивній квадратній похилій прямокутній колоні. Хор є підсклепінний  одним  полем   поперечно-ребрового склепіння. Поручні повністю муровані, бруковані п'ятикутними  стовпами. Під хорами був виявлений підхор, а рівень
романської підлоги є приблизно на 2 метри  нижчим.

### Північний бічний  прохід
Над північним проходом  — три вальмові  дахи. Північний прохід має одновісну західну стіну, на першому поверсі є неоготичний портал з ініціалами Каміля Гільберта та датою «1906 рік». Бічний північний фасад без опор і має чотири осі. Готичний портал з ліпними косяки від Гільберта додає едікулове обрамлення з овальним картушем щита, воно походить
від барокового порталу з кінця 17 століття. Картуш  прикрашений бароковими картинами зі Святим Мартіном на коні. Північний прохід  на поверсі в східній частині містить оратор із зоряною аркою, в супроводі кругового звірнику з щитом. Кутові дужки у вигляді маскарону. Каплиця Св. Елігія під ораторієм має барокову пофарбовану стелю з декораціями з мотивами фігур і тварин. Решта бічного проходу приєднана міжсклепінням з поперечними ребрами  а також там є  кругові шпильки. У північній стіні нефа є надгробна
плита Мілота з Дражіц (Milota z Dražic) у стилі Відродження.

### Південне крило
Південне крило має два поля з хрестовими склепіннями, які  відокремлює пас.  Клинові, колись були вижлобовані ребра перетинаються в кругових звірниках. Кронштейни мають конічну/пірамідну форму та натуралістично прикрашені. На західній стіні вежі є ламаний, відступний готичний портал нижчий від сучасної підлоги, який є вищим приблизно на 65 см від рівня готичного стилю. Крім того, також має новоготичний вхід на сходи до вежі. Він в основному побудований з кар'єрного каменю, на першому та другому поверсі
склепіння, романські сходи в товщі стіни ведуть  на другий поверх.
На південному бічному проході, на горі на розі накоси побудована опора, та на південній стіні ще  дві. На східній стороні до корабля веде одне
та  з півдня дві вікна  з відновленими візерунками. У верхній частині східної опори  вправо вставлена прямокутна дошка з рельєфом  шолому з крилами і геральдичним наметом на шолом. На бічній стінці нефа примикає вежа. Цегляний жолоб зміцнює ріг будівлі по діагоналі. Північну і південну сторону вежі розбиває одно велике напівкругле вікно бароко. Вежа завершується трикутними фронтонами в стилі Відродження.

### Пресвітерій
Пресвітерій має квадратну форму з прямими кутами і на горі закінчений по кутах похило побудованими опорами. На південній стороні прикрашений кам'яною совою, на північній — людською фігурою у вигляді горгулії. Пресвітерій має ажурне склепіння, ребра тонкі та мають профіль груші. На зводі Й.Когоутек намалював символи.
Навколо хору розташовані підвіконня з видимою горизонтальною лінією, яка, крім того забезпечує укріплення конструкції, контрастує з раніше розробленим
хором на підлозі. Цей метод не узгоджується з характером високих хорів, як у церквах св. Якуба, св. Духа або Тинського храму.
Два фасадні вікна, які складаються з двох частин, в східній стіні вівтаря осідають на підвіконному карнизі. Одне вікно на південній стіні і друге на північній.
Вівтар дуже освітлений завдяки широко відкритим віконним нішам.
Церква має короткий і відносно низький вівтар, ймовірно, через щільне навколишнє  будівництво, що не дозволило подальшого розширення. Виняткова форма вівтаря повинна показати важливість не дуже багатого приходу.
Вівтар має склепіння з оригінальних арочних шаблонів, ребра складені в асиметричну форму. Форми схожі на два хрести, які доповнюються ребристим трипромінням, яке простягається від східного піку одного з хрестів над прямокутником і віссю східної стіни. Складність схеми на поверхні площі отримує подальший розвиток в просторі. Перший тип складається з ребер на консолях з рослинними прикрасами високо над землею (стрижнів, що призвели до бічної стіни вівтаря). Другий тип склепіння ребер, виступаючих прямо зі стіни і стрижнем безпосередньо в рядку. Точки виходу  ребер, розташовані на різній висоті. Рогові ребра находяться нижче. Ребра на поздовжніх стінах хору прикріплені  трохи вище. Найвище ребро міститься в передній частині вівтаря. Ребра мають профіль груші.
Нерівномірне розташування ребер лягають важким тягарем на будівельників, які були змушені ввести точні розміри ребра та подібну форму. Швидше за все, над склепінням  нефа і вівтаря працював той же кам'янотесний заво́д.
Вівтар прямокутної  форми є також в соборі Kulmsee або хоровій капелі кафедрального собору Вроцлава. Вівтарем  Св. Мартіна, ймовірно, був натхненний автор вівтаря церкви св. Мартіна в Седлчанех (після  1374 року), є також тут замкнутий простір з парою східних вікон, простір припоєний опоясаним склепінням. Цей тип закінчення
вівтаря  східними вікнами знайдемо недалеко в Новому Мєсті в церкві  св. Михайла.